# BMW M2
BMW M2 Coupé - спортивне купе та найпотужніша версія BMW 2 Серії.

## Перше покоління (F87, 2015–2021)

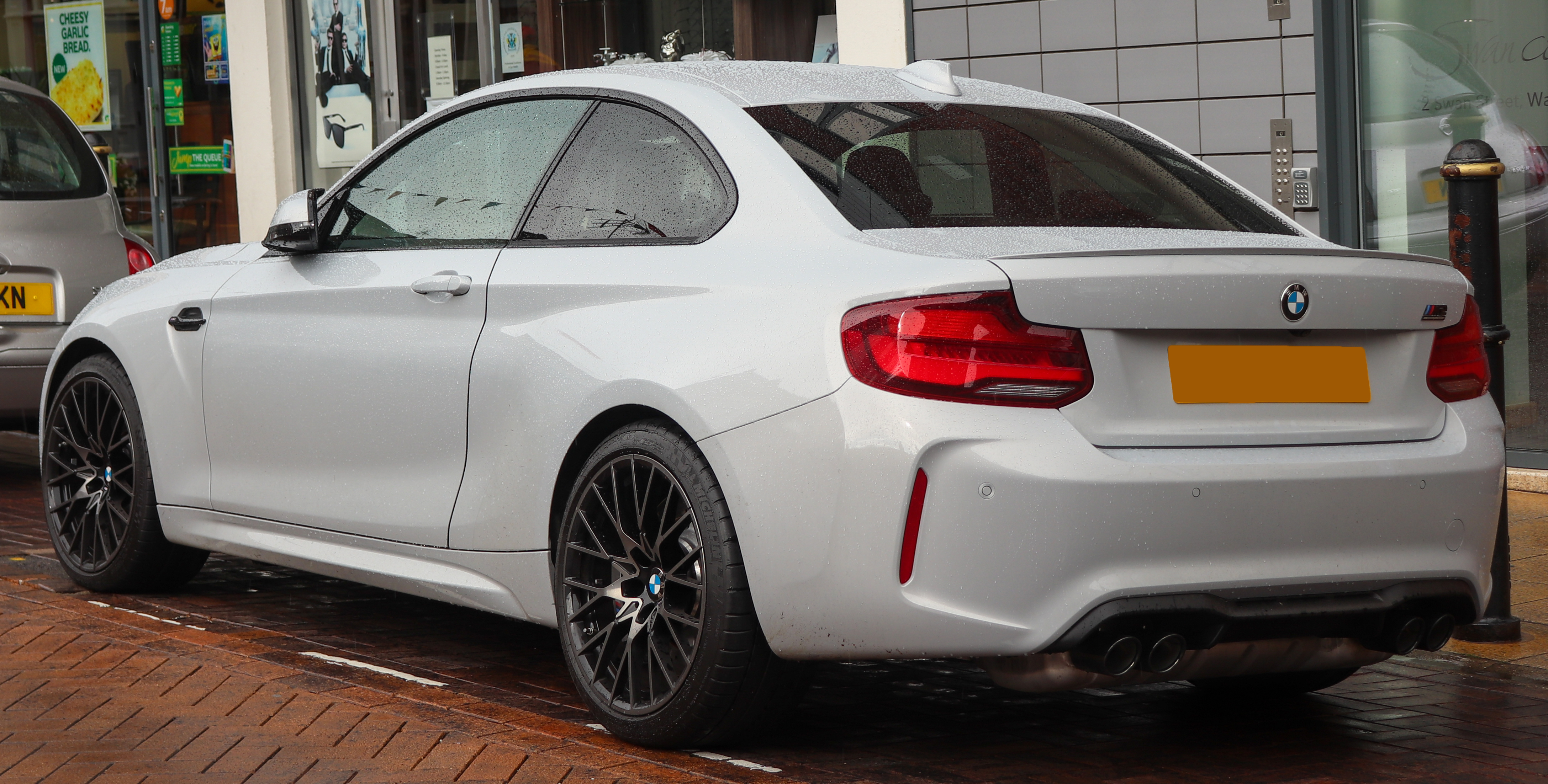
BMW M2 Competition

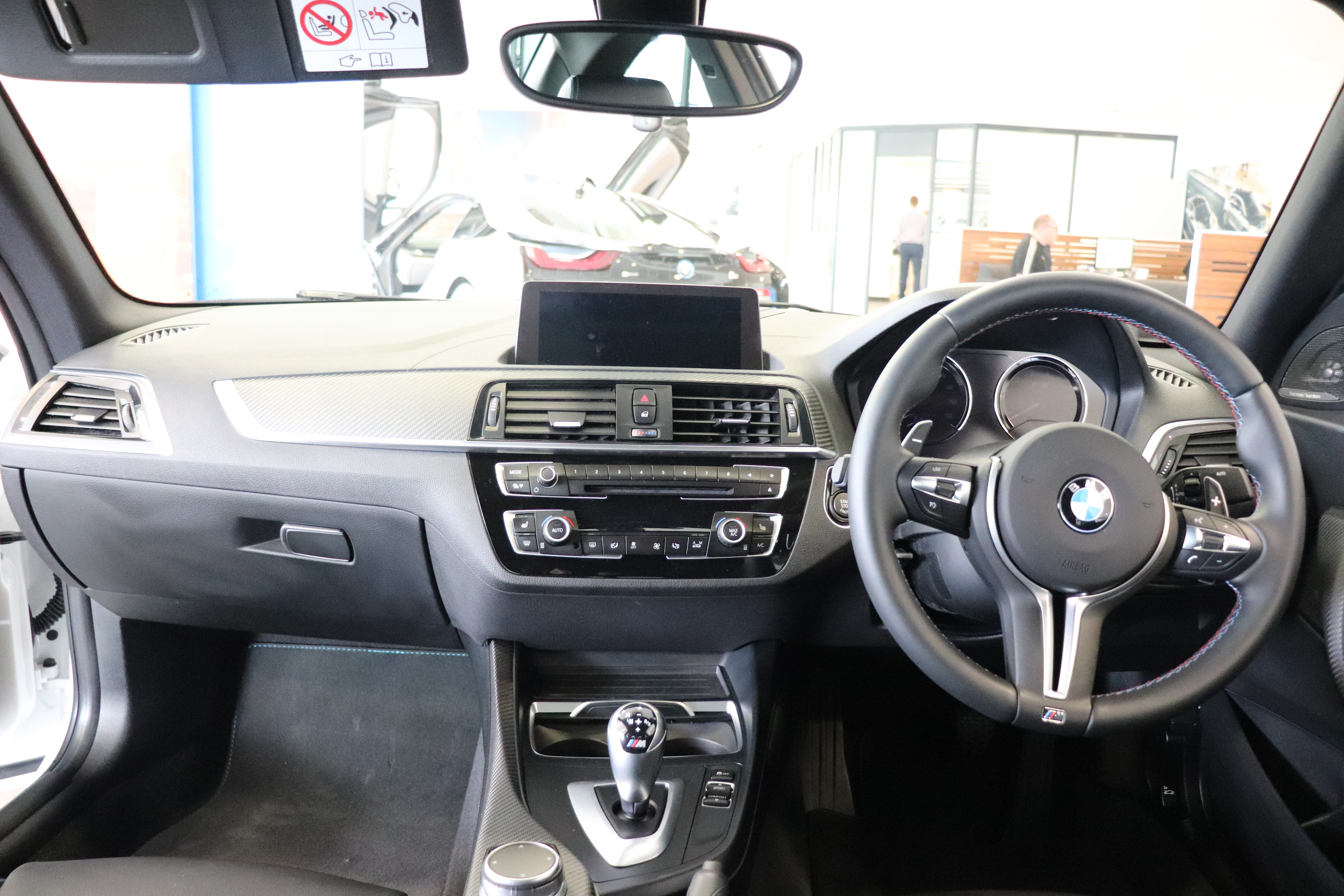

У жовтні 2015 року компанія BMW представила новий флагман 2 серії, M2 (F87). Він є непрямим наступником купе 1 серії M. Виробництво купе BMW M2 почалося в кінці 2015 року, а продажі у Великій Британії з квітня 2016 року, для ринку Північної Америки автомобіль представлений на Північноамериканському автосалоні в Детройті. Автомобіль комплектується двигуном BMW N55 3.0 л І6, що розвиває потужність 370 к.с. (272 кВт) і агрегатується з 6-ступінчастою механічною коробкою передач. з якою BMW M2 розганяється до 100 км/год за час 4,5 секунди, або 4,3 секунди з 7-ступінчастим DCT автоматом. Максимальна швидкість обмежена електронікою на позначці 250 км/год, але обмеження, в якості опції, може бути збільшено до 270 км/год.
У вересні 2018 року BMW представила M2 Competition і модифікувала двигун M2, забезпечивши на 40 к.с. більше, ніж у базової моделі. M2 CS потужністю 450 к.с. був представлений на початку листопада 2019 року.

### Двигуни
- 3.0 л N55B30T0 turbo I6 370 к.с. 465 Нм
- 3.0 л S55B30T0 twin-turbo I6 410 к.с. 550 Нм (Competition)
- 3.0 л S55B30T0 twin-turbo I6 450 к.с. 550 Нм (CS)

## Друге покоління (G87, з 2023)

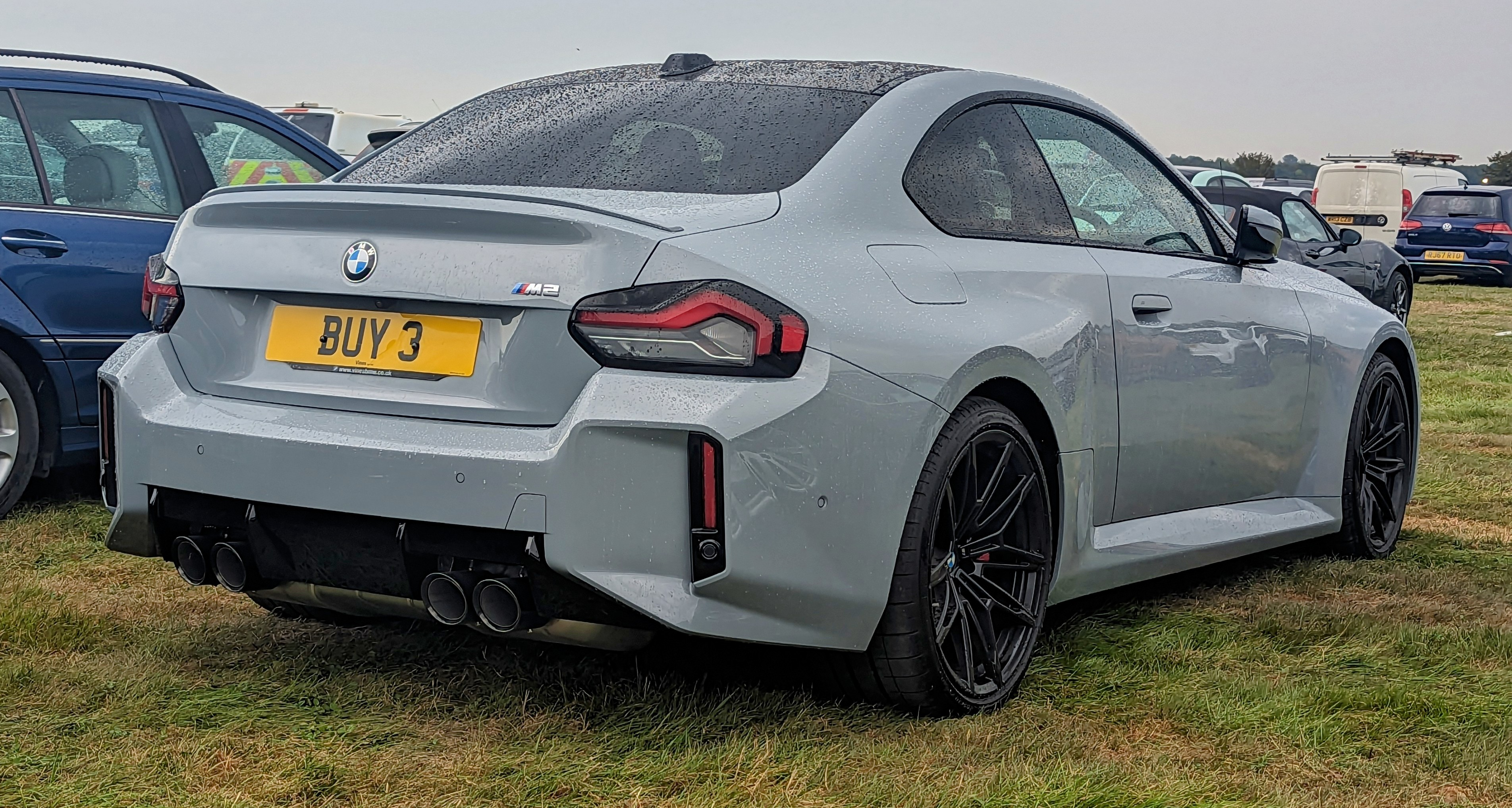
BMW M2 (G87)

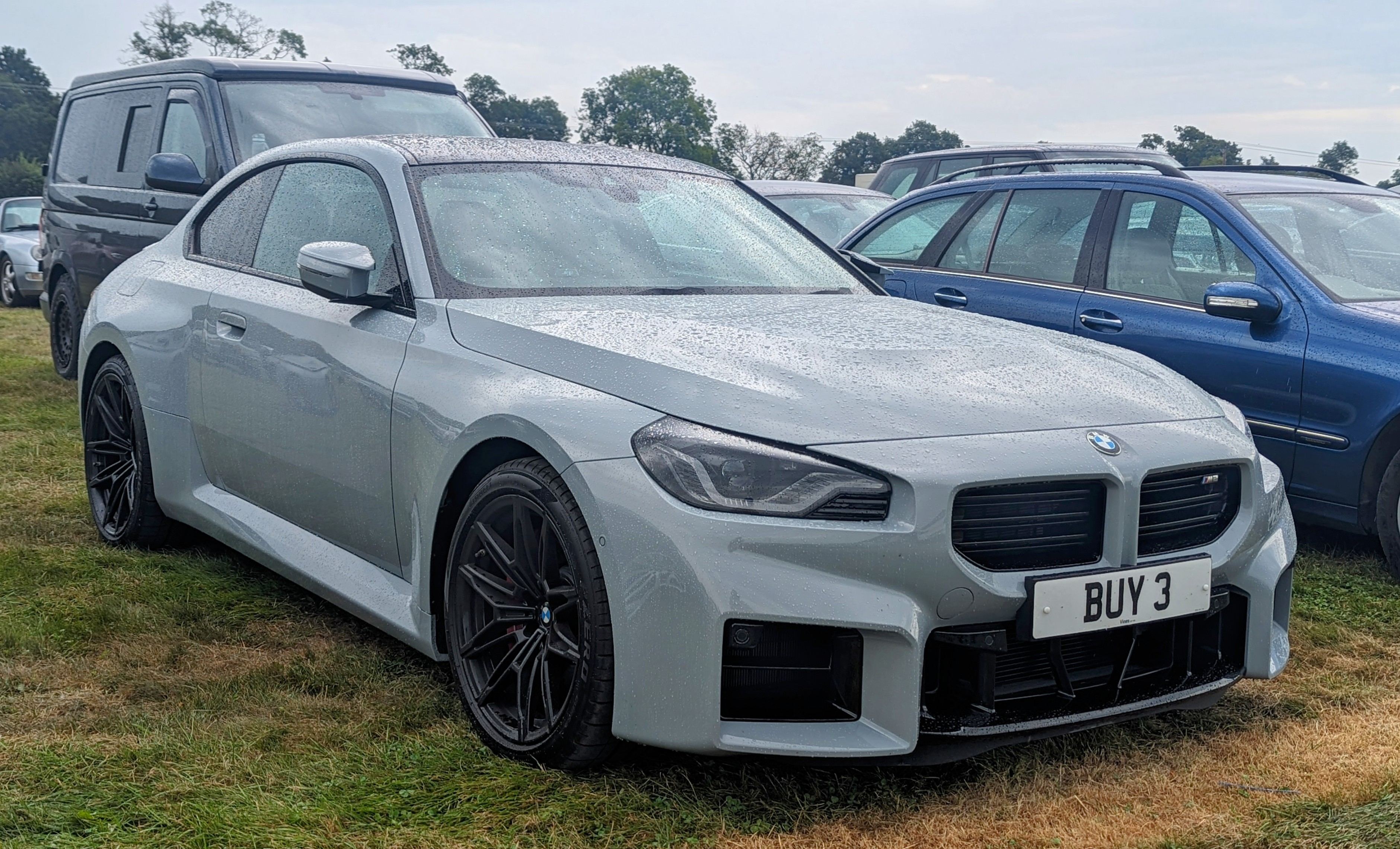
BMW M2 (G87)

12 жовтня 2022 році на Motorclassica в Мельбурні, Австралія дебютувала M2 (G87). Автомобіль оснащений 3,0-літровим рядним шестициліндровим двигуном BMW S58 з подвійним турбонаддувом і потужністю 460 к.с. при 6250 об/хв і 550 Нм при 2600-5950 об/хв. Він залишається задньопривідним і буде доступний з 6-ступінчастою механічною або 8-ступінчастою автоматичною коробкою передач. Час розгону 0–100 км/год становить 4,3 секунди для моделей з механічною коробкою передач і 4,1 секунди для моделей з автоматичною коробкою передач. Максимальна швидкість обмежена 250 км/год, але її можна збільшити до 285 км/год  за допомогою додаткового пакета M Driver's Package.
Деякі ринки матимуть додатковий карбоновий пакет. Пакет включатиме карбонові ковшеподібні сидіння M з електроприводом і підігрівом, а також карбоновий дах і внутрішнє оздоблення з вуглецевого волокна. Люк з електроприводом буде стандартним у США, але опціональним у Європі. Інші опції включають пакет Shadowline, пакет освітлення, який пропонує повністю світлодіодні адаптивні фари, автоматичне дальнє світло та пакети асистента водія.
Очікується, що автомобіль вийде в продаж у квітні 2023 року.
M2 буде пропонуватися в п’яти кольорах, включаючи Zandvoort Blue, який є ексклюзивним для G87 M2.

### Двигун
- 3.0 л S58B30T0 twin-turbo I6 460 к.с. 550 Нм
- 3.0 л S58B30T0 twin-turbo I6 500 к.с. 600 Нм (CS)